# Rheumaptera cauquenensis
Rheumaptera cauquenensis är en fjärilsart som beskrevs av Butler 1882. Rheumaptera cauquenensis ingår i släktet Rheumaptera och familjen mätare. Inga underarter finns listade.